# Força magnetomotriz
A força magnetomotriz provê um meio matemático para definir um campo magnético em eletromagnetismo clássico. É análogo ao potencial elétrico o qual define o campo elétrico na eletrostática. Existem dois meios para definir este potencial - como um escalar e como um vetor potencial. O vetor potencial magnético é usado muito mais frequentemente que o potencial magnético escalar.
O vetor potencial magnético é frequentemente chamado simplesmente o potencial magnético, vetor potencial, ou vetor potencial electromagnético. Se o vetor potencial magnético é dependente do tempo, ele também define uma contribuição ao campo elétrico.
A força magnetomotriz {\displaystyle (f_{mm})}, dada em Ampère-espira {\displaystyle (Ae)}  é diretamente proporcional ao número de espiras na bobina e diretamente proporcional à corrente elétrica que circula na bobina, logo:

{\displaystyle f_{mm}=NI}

onde:
{\displaystyle f_{mm}}: força magnetomotriz, em {\displaystyle Ae} (Ampére-espira)
{\displaystyle N}: número de enrolamentos na bobina
{\displaystyle I}: corrente elétrica que circula pela bobina, em {\displaystyle A} (Ampère)

## Analogia com a Lei de ohm
Fazendo uma analogia com a Lei de ohm, é possível calcular a {\displaystyle f_{mm}}, considerando um circuito magnético fechado (fonte CA, bobina e núcleo de ferro), onde:
- {\displaystyle f_{mm}} representa a {\displaystyle f_{em}} (Força eletromotriz)
- {\displaystyle {\mathfrak {R}}} (Relutância magnética) representa a {\displaystyle R} (Resistência elétrica)
- {\displaystyle \Phi } (Fluxo magnético) representa a {\displaystyle I} (Corrente elétrica)

Aplicando a lei de ohm:
{\displaystyle f_{mm}={\mathfrak {R}}\Phi }

onde:
{\displaystyle {\mathfrak {R}}}: Relutância magnética, em {\displaystyle Ae/Wb} (Ampére-espira por Weber).
{\displaystyle \Phi }: Fluxo magnético, em {\displaystyle Wb} (Weber).